# Ghikaea speciosa
Ghikaea speciosa är en snyltrotsväxtart som först beskrevs av Alfred Barton Rendle, och fick sitt nu gällande namn av Friedrich Ludwig Diels. Ghikaea speciosa ingår i släktet Ghikaea och familjen snyltrotsväxter. Inga underarter finns listade i Catalogue of Life.